# Yishanzhen (ort i Kina, Zhejiang Sheng, lat 27,52, long 120,54)
Yishanzhen (kinesiska: 宜山镇) är en ort i Kina. Den ligger i provinsen Zhejiang, i den östra delen av landet, omkring 310 kilometer söder om provinshuvudstaden Hangzhou. Antalet invånare är 56 008. Befolkningen består av 26 805 kvinnor och 29 203 män. Barn under 15 år utgör 16,0 %, vuxna 15-64 år 77 %, och äldre över 65 år 6,0 %.
Runt Yishanzhen är det tätbefolkat, med 762 invånare per kvadratkilometer. Närmaste större samhälle är Jinxiang, 11,5 km sydost om Yishanzhen. Trakten runt Yishanzhen består till största delen av jordbruksmark.
Genomsnittlig årsnederbörd är 2 019 millimeter. Den regnigaste månaden är juni, med i genomsnitt 275 mm nederbörd, och den torraste är januari, med 66 mm nederbörd.